# Nagydém, Veszprém
Nagydém  este un sat în districtul Pápa, județul Veszprém, Ungaria, având o populație de 378 de locuitori (2011). 

## Demografie
Componența etnică a satului Nagydém
     Maghiari (93,61%)
     Romi (6,39%)
Componența confesională a satului Nagydém
     Romano-catolici (64,02%)
     Luterani (13,49%)
     Fără religie (5,56%)
     Reformați (2,38%)
     Necunoscută (14,55%)
Conform recensământului din 2011, satul Nagydém avea 378 de locuitori. Din punct de vedere etnic, majoritatea locuitorilor (93,61%) erau maghiari, cu o minoritate de romi (6,39%).  Din punct de vedere confesional, majoritatea locuitorilor (64,02%) erau romano-catolici, existând și minorități de luterani (13,49%), persoane fără religie (5,56%) și reformați (2,38%). Pentru 14,55% din locuitori nu este cunoscută apartenența confesională.